# Bisdom Monmouth
Het bisdom Monmouth is een bisdom van de Kerk in Wales. Hoewel de naam anders doet vermoeden, staat de kathedraal van het bisdom in Newport, en niet in Monmouth. Het bisdom beslaat de zuidoostelijke hoek van Wales.
Voor de naam werd gekozen omdat tot 1916 ook de Rooms-Katholieke Kerk een bisschopszetel in Newport had. Door te kiezen voor Monmouth als naamgever aan het bisdom werd eventuele verwarring voorkomen.

## Aartsdiakonaten
Het bisdom is verdeeld in twee aartsdiakonaten:
- Aartsdiakonaat Monmouth
- Aartsdiakonaat Newport